# Всё или ничего (фильм, 2005)
«Всё и́ли ничего́», или «Самый длинный ярд», — художественный фильм 2005 года, снятый Питером Сигалом с Адамом Сэндлером в главной роли. Ремейк одноимённого фильма 1974 года по сценарию Трэйси Кинэна Винна. Исполнитель главной роли оригинального фильма Бёрт Рейнольдс также играет в этом фильме.

## Сюжет
Подававший в прошлом большие надежды игрок в американский футбол, квотербек Питтсбург Стилерз Пол Кру, покинул спорт несколько лет назад из-за обвинений в договорном матче, которые в суде доказаны не были. Напившись и разругавшись со своей девушкой Леной, он уезжает на её машине, задирая полицейских и устраивая аварию. Его арестовывает патрульная полиция Сан-Диего, а суд даёт три года тюремного заключения за нарушение правил условно-досрочного освобождения.
Пол попадает в федеральную тюрьму в городе Алленгвилл, штат Техас. Её директор Рудольф Хазен оказался большим фанатом американского футбола и приложил свои связи для получения столь ценного заключённого. Он предлагает Кру обучить команду тюремных надзирателей во главе с капитаном Кнауэром, которая уже несколько лет ничего не может выиграть. Параллельно Хазен готовится выдвинуть свою кандидатуру на пост губернатора штата, и положительный информационный фон ему только на пользу. Желающий тихо отмотать свой срок Пол соглашается и предлагает за месяц сформировать дополнительную команду из заключённых для тренировочных матчей.
При помощи нового друга Шустрилы тренеру удаётся собрать команду, хотя она ещё слишком слабая. Ему решает помочь арестант и бывшая звезда футбола Нэйт Скарборо, сидящий тут уже 16 лет. Шустрила советует привлечь в команду чёрных братьев, их лидер Дьякон Мосс предлагает Полу победить его в баскетболе один на один. В игре арестант активно фолит, но Кру терпит и не обращает на это внимания. В итоге побеждает Мосс, однако афроамериканец Эрл Мэггет, восхитившийся выдержкой Кру, соглашается присоединиться к команде. Тренер и его окружение решает улучшить качество команды, изучив досье на заключённых и выбрав самых агрессивных.
Тюремный стукач Унгер сообщает надзирателям о тренировках и подборе сильных игроков. После этого они решают спровоцировать Мэггета на драку, используя оскорбления расистского характера, однако тот сдерживается. После этого афроамериканцы во главе с Дьяконом присоединяются к тренировкам, как и другие недовольные тюремным беспределом. Ночью охрана заливает футбольное поле водой, но команда продолжает спортивное обучение в изменившихся условиях. Унгер под давлением администрации вставляет взрывчатку в радио Кру, но из-за взрыва погибает Шустрила.
Футбольный матч становится большим событием в городе. Команда заключённых выходит в полноценной форме с собственным названием — «Смертьмашины» (англ. «Mean Machine»), которую им подогнал работающий водителем в Reebok кузен Шустрилы. В первой половине игры тюремщикам удаётся выйти вперёд благодаря нечестному судейству и разобщённости противника, так как зеки в ходе игры решают сводить личные счёты со своими обидчиками. Но Кру осаждает одноклубников, и к перерыву им удаётся сравнять счёт в матче (14:14). После этого Хазен угрожает повесить на Пола убийство Шустрилы с помощью показаний Унгера и Кнауэра, что продлит его срок ещё на 25 лет. Начальник предлагает дать тюремщикам забить три безответных тачдауна, Пол соглашается при условии после этого не травмировать игроков-арестантов. После этого Рудольф сообщает Кнауэру об улаживании вопроса и просит после получения вышеуказанного преимущества играть максимально жёстко.
В начале второй половины матча Кру уходит с поля, симулируя травму, чем вызывает возмущение одноклубников. Охрана забивает три тачдауна и при счёте 35:14 начинает травмировать арестантов. Видя, что Хазен нарушает свою часть сделки, Кру возвращается в игру. Но команда ему не верит, позволив дважды попасть под горячую руку противника. После этого Пол признаётся им, что в своей карьере пошёл на осознанную сдачу матча из-за угроз своей жизни, после чего рассказывает об угрозах Хазена и просит прощения. В дальнейшем игроки забивают два тачдауна (изменив счёт на 35:28), а травмированного Мэггета заменяет Скарборо. Для выигрыша арестанты успешно применяют приём фамблруски.
После матча Кнауэр благодарит Кру за хорошую игру и обещает не давать против него лживых показаний. Хазен ругает Кнауэра за проигранный матч и замечает, что Кру направляется к выходу со стадиона. Заявив о попытке побега, он приказывает застрелить заключённого, но тюремщик этого не делает, так как Пол просто шёл за футбольным мячом.

## В ролях
- Адам Сэндлер — Пол Кру
- Бёрт Рейнольдс — Нэй Скарборо
- Крис Рок — Шустрила
- Джеймс Кромвелл — Рудольф Хазен
- Уильям Фихтнер — капитан Кнауэр
- Нэлли — Эрл Мэггет
- Билл Голдберг — Джой Баттл
- Боб Сапп — Святовски
- Терри Крюс — Эдди «Чизбургер»
- Дэвид Патрик Келли — Унгер
- Кевин Нэш — охранник Энджелхарт
- Стив Остин — охранник Данэм
- Майкл Пападжон — охранник Папа джон
- Майкл Ирвин — Дьякон Мосс
- Николас Туртурро — Брюси
- Великий Кали — Турли
- Трейси Морган — миссис Таккер
- Кортни Кокс — Лена
- Клорис Личмен — Линетт Грей
- Роб Шнайдер — Панки
- D-12 — Заключённые, смотрящие баскетбол

## Съёмочная группа
- Режиссёр — Питер Сигал
- Продюсер — Джек Джарапуто
- Исполнительный продюсер — Тим Херлихи
- Сценарист — Шелдон Тернер
- Композитор — Майкл Дилбек
- Оператор — Ден Сэмлер
- Монтажёр — Джефф Гурсон
- Дизайн костюмов — Эллен Лютер

## Отзывы и критика
Фильм получил неоднозначные отзывы. На сайте Rotten Tomatoes фильм имеет рейтинг одобрения 31 % на основе 170 рецензий со средней оценкой 4,8/10. Критическое мнение сайта гласит: «В фильме есть немного смеха, но в этом ремейке не хватает остроты оригинала». На Metacritic фильм получил средневзвешенный балл 48 из 100 на основе 35 критиков, что означает «смешанные или средние отзывы». На CinemaScore фильм оценили на «отлично».

## Награды и номинации
| Год  | Результат | Награда           | Номинация                   | Номинант или победитель         |
| ---- | --------- | ----------------- | --------------------------- | ------------------------------- |
| 2005 | Победа    | BET Comedy Award  | Лучший актёр второго плана  | Крис Рок                        |
| 2005 | Победа    | Teen Choice Award | Лучший артист, читающий рэп | Нелли                           |
| 2005 | Номинация | Teen Choice Award | Лучший комедийный актёр     | Адам Сэндлер                    |
| 2005 | Номинация | Teen Choice Award | Лучший актёр-«злодей»       | Джеймс Кромвелл                 |
| 2005 | Номинация | Teen Choice Award | Лучшая сцена скромности     | Сцена игры в баскетбол Пола Кру |
| 2005 | Номинация | Teen Choice Award | Лучшая комедия              | Фильм «Всё или ничего»          |
| 2006 | Номинация | MTV Movie Award   | Открытие года               | Нелли                           |
| 2006 | Номинация | MTV Movie Award   | Лучший комедийный актёр     | Адам Сэндлер                    |

## Саундтрек
Одноимённый саундтрек к фильму был выпущен 24 мая 2005 года на лейбле Universal Records, заняв 11 место в чарте Billboard 200. К саундтреку были выпущены два сингла — «Errtime» и «Fly Away», оба трека звучат в исполнении Нелли.
Список композиций
1. «Errtime» — (Nelly; King Jacob; Jung Tru)
2. «Have You Ever Seen The Rain» — (Creedence Clearwater Revival)
3. «Shorty Bounce» — (Lil Wayne)
4. «Bounce Like This» — (T.I.)
5. «Let ’Em Fight» — (Ali & Gipp)
6. «Stomp» — (Murphy Lee; Prentice Church; King Jacob)
7. «So Fly» — (Akon; Blewz)
8. «U Should Know» — (216)
9. «Whip Yo Ass» — (Nelly; WC)
10. «Talking That Talk» — (David Banner; Chamillionaire)
11. «Datz on My Mama» — (Nelly; Taylor Made)
12. «Infultrate» — (Trillville)
13. «My Ballz» — (D12)
14. «Fly Away» — (Nelly)
15. AC/DC — If you want blood (you’ve got it)
16. AC/DC — Thunderstruck
17. «Boom» — (Nelly)
18. «Spirit In The Sky» — Norman Greenbaum
19. «Roll It Up» — The Crystal Method